# Rafael de Amat y de Cortada
Rafael de Amat y Cortada Senjust, (Barcelona, 10 de julio de 1746-1819), conocido popularmente como barón de Maldá, fue el primer  barón de Maldá y Maldanell. Miembro de una familia de la pequeña nobleza barcelonesa, pasó a la posteridad por ser el autor de un inmenso diario personal en sesenta volúmenes, mantenido casi sin interrupción desde 1769 hasta su muerte en 1819, titulado Calaix de sastre (Cajón de sastre o Miscelánea), del cual se han publicado hasta ahora solamente fragmentos recopilatorios, a pesar de la indudable importancia que posee como documento histórico y literario. Es considerado como un precedente del costumbrismo y del periodismo local y constituye uno de los escasos testimonios de prosa en lengua catalana entre el Renacimiento y el siglo XIX. Para la historia de la alimentación, el Calaix de sastre es una fuente valiosa porque el Barón concedía enorme atención a lo menjar bé i beure millor.

## Biografía

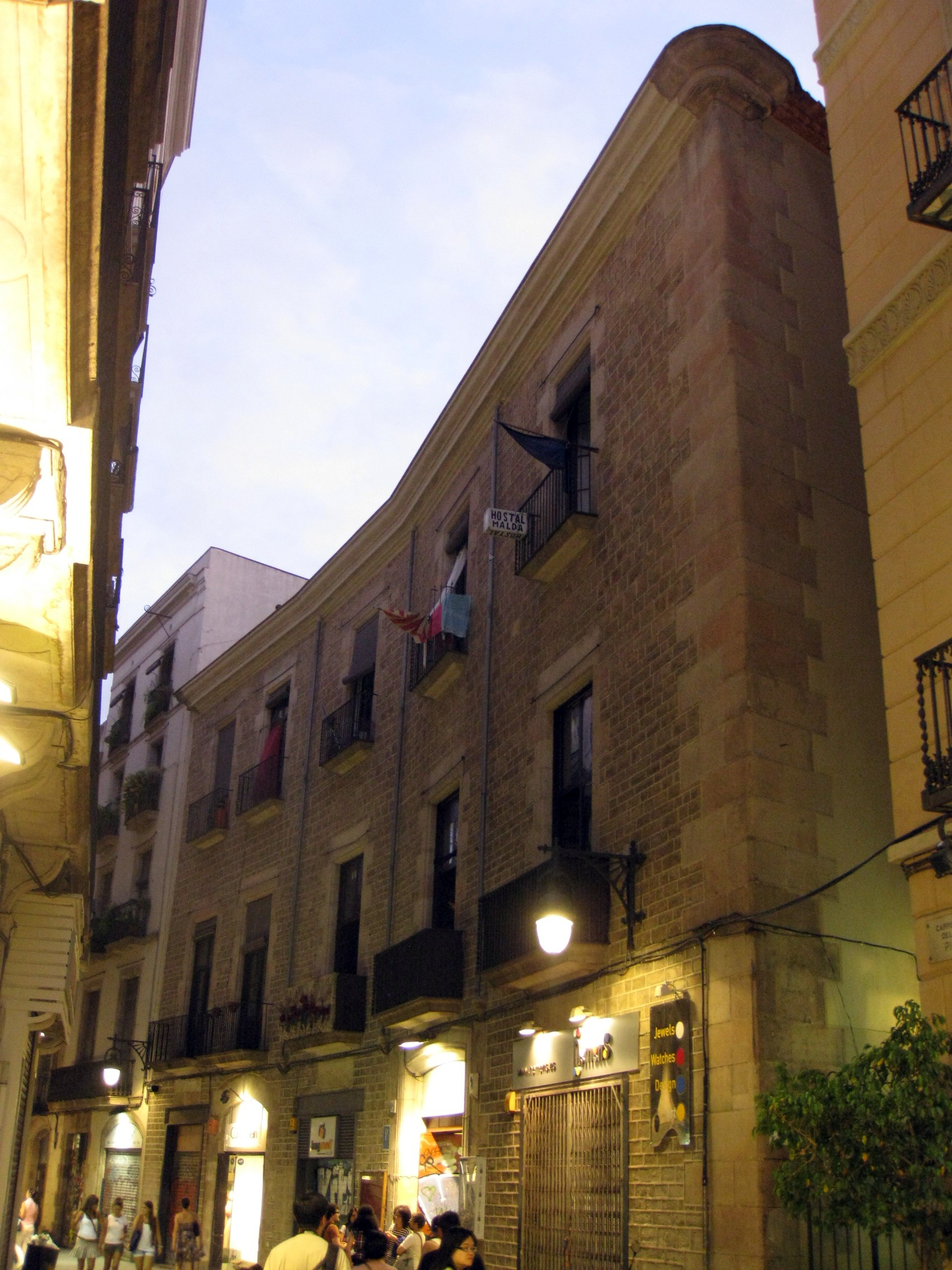
El palacio Maldá en la calle del Pino, de Barcelona.

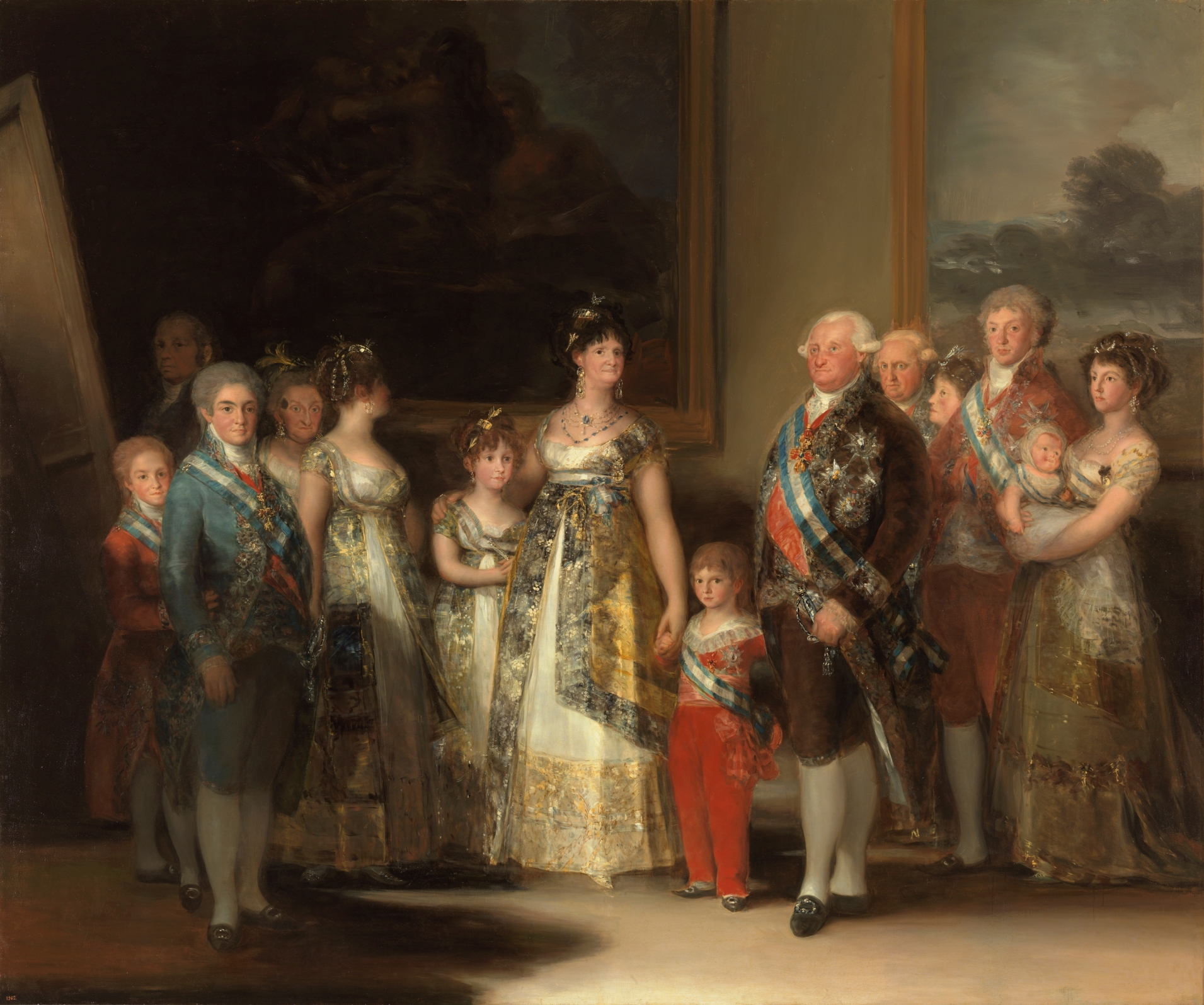
La familia de Carlos IV pintado por Goya. Museo del Prado, Madrid.

Rafael de Amat nació en la calle del Pino de Barcelona el 10 de julio de 1746. Su padre fue Antonio de Amat y Junyent, coronel, y su madre María Teresa de Cortada y Senjust, nobles catalanes ambos. Su abuelo paterno fue José de Amat y Planella (fallecido en 1715), primer marqués de Castellbell. De su madre heredó el señorío de la Baronía de Maldá y Maldanell, que se convirtió en el título de barón de Maldá y Maldanell en 1766 por voluntad del rey Carlos III. Su tío Manuel de Amat y Junyent fue teniente general y durante 15 años virrey del Perú.
Sabemos que estudió en el colegio jesuita de Cordellas, al que fue siempre fiel y demostró enseguida una gran afición por la asistencia a las ceremonias religiosas.  
A los 20 años, en 1766, Rafael de Amat se casó con María Esperanza de Amat y de Rocabertí, prima suya e hija pequeña del II marqués de Castellbell. Del matrimonio nacieron ocho hijos, de los que sobrevivieron a la infancia María Escolástica, futura marquesa de Castellbell por su matrimonio con Manuel de Amat y de Peguera, Rafael, José María, Cayetano, María Teresa y María Felipa, estas dos últimas religiosas en el Monasterio de Junqueras.
El Barón y su familia vivieron siempre en la "Casa Cortada", en la calle del Pino de Barcelona, cerca de su querida Iglesia de Santa María del Pino. Con los años, la Casa será conocida como Palacio Maldá donde se ubican actualmente las galerías comerciales del mismo nombre. El Barón llevó una vida de ocioso pero curioso por cuanto sucedía a su alrededor, asistiendo a todas las celebraciones y fiestas que podía, salvo cuando su hipocondría o el temor a los frecuentes desórdenes bélicos que agitaron su época se lo impedían. Murió su esposa el 19 de enero del 1788, víctima de la viruela.
La "Guerra Gran" o Guerra del Rosellón (1793-1795) le despertó una gran animadversión contra los franceses, en especial contra todo lo relacionado con la Revolución francesa de 1789. A pesar de ello, llevó una vida reposada dedicada a la fiesta y al solaz de los placeres de la mesa y la compañía, siempre manteniendo un gran respeto por el ceremonial y las celebraciones religiosas. 
En 1796, el inicio de la guerra con Inglaterra y las sucesivas reformas que los liberales introducen en la fiscalidad de España, llevan a la miseria a las clases populares, lo cual provoca que las finanzas de los nobles se resientan. El Barón no fue una excepción y así lo describe, en tono de humor, en sus escritos, donde  manifiesta una profunda antipatía por el ministro Godoy, a quien atribuye la mala influencia sobre el rey Carlos IV. El 16 de septiembre del 1802, el Barón tiene la oportunidad de asistir a la contemplación del almuerzo del rey y sus hijos, durante la visita a Cataluña durante los meses de septiembre y octubre de aquel año. Será a partir de esta época cuando se irá acentuando la hipocondría y los miedos del Barón, que acabarán condicionándolo especialmente a partir de la invasión francesa de 1808, que provocó la huida del Barón y de parte de su familia de Barcelona.

## Apariencia personal
No tenemos ilustraciones que nos muestren cómo era Rafael de Amat físicamente, pero él mismo nos deja algunos detalles en su dietario. Por ejemplo, dice que usa gafas para escribir y bastón para caminar. Desde los cuarenta y dos años de edad carece de dientes, y a los sesenta y dos años se siente viejo, no ve bien de lejos y tiene problemas de oído. Además, en pocas ocasiones viste peluca, como en aquella ocasión cuando salió de Barcelona a Vich, al exilio, siendo ya mayor.

## Personalidad

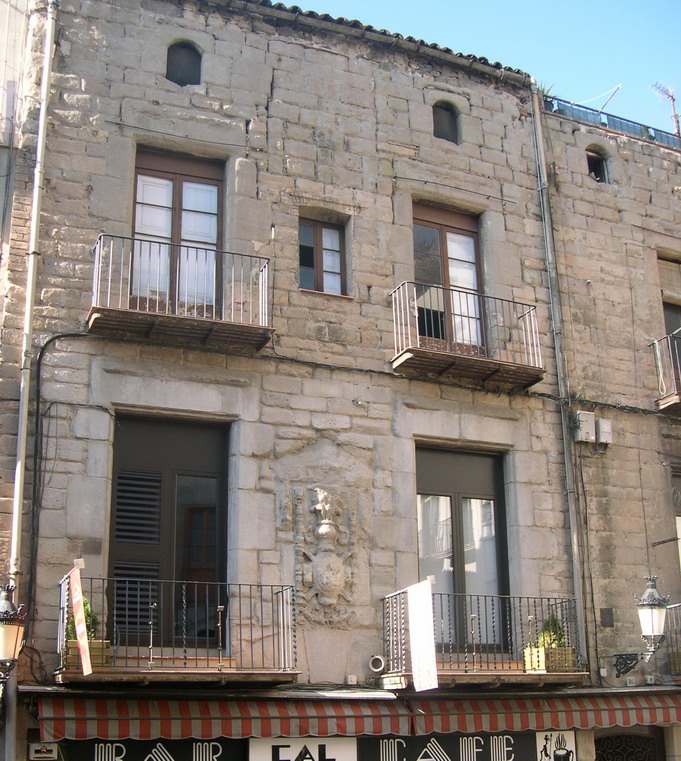
El palacio de los Peguera, en Berga, donde residió el barón de Maldá durante la guerra del Francés (1808-1814).

Se sabe por sus dietarios que Rafael de Amat era una persona hipocondríaca, con tendencia a la angustia y a la depresión, las cuales iban en aumento con los años. Él era consciente de ello, y también de que su humor dependía mucho del tiempo atmosférico. Así, los truenos le provocaban pánico en su juventud y, aunque con la edad consiguió que disminuyera la influencia del tiempo en su estado de ánimo, escribe diversas veces que cuando llovía perdía el humor. Estaba preocupado por su salud, temía que el decaimiento de ánimo le pudiera hacer más débil, y creía en el poder curativo de los santos. Era religioso, de un catolicismo urbano, pero ni más ni menos que el resto de la gente de su clase social de la época.
Tenía una gran afición por la gastronomía y por cuestiones tales como la presentación de la mesa, la decoración, los utensilios, la preparación de los platos, etc. Los  banquetes y las comidas festivas son siempre descritos con mucha minuciosidad. No obstante, al final de su vida, y probablemente a causa de su edad, las referencias disminuyen.
Aspiraba polvo de tabaco para darse energía al levantarse por la mañana, y también para tranquilizarse y estimularse justo antes de escribir. En cambio, le parecía de mala educación fumar en pipa, como era costumbre en su época. También se confiesa adicto al chocolate deshecho, considerado en la época como un estimulante de consumo muy extendido entre la nobleza; tomaba dos tazas al día, una por la mañana y otra a media tarde.
Le gustaban mucho los relojes y todo tipo de aparatos mecánicos, como por ejemplo las nuevas máquinas textiles de las fábricas, e incluso pagaba para poder verlas de cerca.

## Ideología
Su ideología era la propia de un noble de su época. Su manera de entender la política se mezcla siempre con las ideas de la Iglesia. En aquel momento imperaba una corriente de pensamiento tradicionalista, a la cual se adhería Rafael de Amat. En realidad, él era conservador, no sólo en lo referente a la religión sino también a las costumbres sociales, y se manifiesta contrario a las nuevas actitudes que comporta el nuevo modelo de clases sociales que se empieza a formar a raíz de la Revolución Industrial. Al igual que los otros nobles, mantiene una estrecha relación con la Iglesia, siempre se hace acompañar por un sacerdote. 

## Obra
El día de su vigésimo tercer cumpleaños, en 1769, Rafael de Amat comenzó a escribir su dietario y lo mantendría hasta su muerte, sucedida en 1819. Esta obra se compone de todos los acontecimientos, ya sean banales o trascendentales, sucedidos durante esos 50 años. Fue titulada Calaix de sastre siglos XVIII y XIX.
Se trata de una literatura autobiográfica personal, pero no íntima, ni tampoco escrita con la intención de editarse. El autor escribe para sí mismo y para sus amigos. Su objetivo es llegar a un público familiar. Escribe con naturalidad, tal como le sale; a veces puede parecer que escribe de forma descuidada. El estilo puede parecer barroco; Albert Rossich lo considera rococó.
El título es el mismo que tuvo una publicación del siglo XVIII, escrita en español, denominada igualmente "Cajón de Sastre". Era un dietario con ilustraciones que tuvo imitadores en Cataluña. En su dietario, el Barón omite aspectos históricos importantes que no le interesaban, como la Revolución Industrial, y enfatiza en aquellos elementos que eran de su interés, aunque fueran detalles insólitos (por ejemplo, un ratón que aparece durante la Misa). Es un católico "come il faut". Nos explica su "dolce far niente", su vida de aristócrata: explica qué come, qué tiempo hace... No es ni un científico ni un erudito. Tampoco es un ilustrado y, además, es antifrancés. Escribe una obra sin el corsé de los estilos literarios. Escribe en catalán por placer. Para el barón, el español es el idioma del catastro, de los impuestos... La aristocracia no debe someterse a eso.

## Curiosidades
El barón de Maldá ha dado nombre a una calle en la localidad barcelonesa de Hospitalet de Llobregat pero no la tiene en Barcelona, su localidad natal. En 2007, diversas entidades barcelonesas, entre las cuales se encontraban Omnium Cultural, el Ateneo Barcelonés y el Memorial 1714, por ejemplo, pidieron el cambio de nombre de la calle "Duque de la Victoria", que traía -para ellos- malos recuerdos, por el de Barón de Maldá, ya que fue un «gran cronista de la ciudad y vecino de la zona». Sin embargo, la propuesta se desestimó y la calle paso a denominarse «Carrer del Duc», sin más (en español: calle del Duque).